# ترك (خلخال)
ترك هي قرية في مقاطعة خلخال، إيران. عدد سكان هذه القرية هو 112 في سنة 2006.